# 完全製品
完全製品、ホールプロダクト（英:Whole Product）の概念は、マーケティングにおいてはハーバード・ビジネス・スクール教授であるテッド・レビットによって開発された "トータル・プロダクト（Total Product）" の概念を応用したものである。 
レビットは、「The Marketing Imagination」というタイトルの本で、消費者が中核製品自体よりも多くを購入する事実に注目した。むしろ、彼らは大部分は無形の付随機能と組み合わせた中核製品を購入していたのである。 
トータル・プロダクトは、無形の付随的機能を製品の実体に追加して、物理的実体だけよりも価値のある製品に変えるというレビットのビジョンであった。
テッド・レビットの洞察に続いて、 レジス・マッケナはトータル・プロダクトの概念の名前を変更し、"完全製品" と呼び、中核製品を顧客が購入する説得力のある理由を持つすべてのものによって補強されたものであるとした。 
トータル・プロダクトの概念もトム・ピーターズによって洗練された。 ピーターズは、1986年の出版物「TheEye of the Beholder」で、製品が技術採用プロセスをどのように進むかを説明するレビットのトータル・プロダクトの概念の拡張を提案した。これにより、付随機能はますます重要になってきている。 